# RealCyclist.com Cycling Team/Saison 2011
Dieser Artikel listet Erfolge und Mannschaft des Radsportteams RealCyclist.com Cycling Team in der Saison 2011 auf.

## Erfolge in der UCI America Tour
In den Rennen der Saison 2011 der UCI America Tour gelangen die nachstehenden Erfolge.
| Datum        | Rennen                       | Kat. | Fahrer            |
| ------------ | ---------------------------- | ---- | ----------------- |
| 16. Juni     | 3. Etappe Tour de Beauce     | 2.2  | Francisco Mancebo |
| 14.–19. Juni | Gesamtwertung Tour de Beauce | 2.2  | Francisco Mancebo |

## Mannschaft
| Name              | Geburtstag        | Nationalität       | Team 2010                     |
| ----------------- | ----------------- | ------------------ | ----------------------------- |
| Joshua Berry      | 1. Dezember 1990  | Vereinigte Staaten | Bahati Foundation             |
| Ian Burnett       | 9. Dezember 1986  | Vereinigte Staaten | Bahati Foundation             |
| Oscar Clark       | 20. Februar 1989  | Vereinigte Staaten | Mountain Khakis-Jittery Joe’s |
| Matthew Crane     | 15. April 1985    | Vereinigte Staaten | UnitedHealthcare-Maxxis       |
| Yosvany Falcón    | 24. Juni 1979     | Kuba               | Toshiba-AEG (2008)            |
| César Grajales    | 6. Mai 1973       | Kolumbien          | Bahati Foundation             |
| Cole House        | 5. Februar 1988   | Vereinigte Staaten | Neoprofi                      |
| Evan Hyde         | 10. Februar 1984  | Vereinigte Staaten | Bahati Foundation             |
| Francisco Mancebo | 9. März 1976      | Spanien            | Heraklion Kastro-Murcia       |
| Mike Midlarsky    | 17. November 1989 | Vereinigte Staaten | Neoprofi                      |
| Tommy Nankervis   | 21. Januar 1983   | Australien         | Cinelli-Down Under (2009)     |
| Thomas Rabou      | 12. Dezember 1983 | Niederlande        | Team Type 1                   |
| Frank Travieso    | 21. März 1980     | Kuba               | Jamis-Sutter Home             |

### Platzierungen in UCI-Ranglisten
UCI America Tour 2011
|      | Fahrer            | Punkte |
| ---- | ----------------- | ------ |
| 20.  | Francisco Mancebo | 81     |
| 232. | Yosvany Falcón    | 10     |